# Lastbilståg

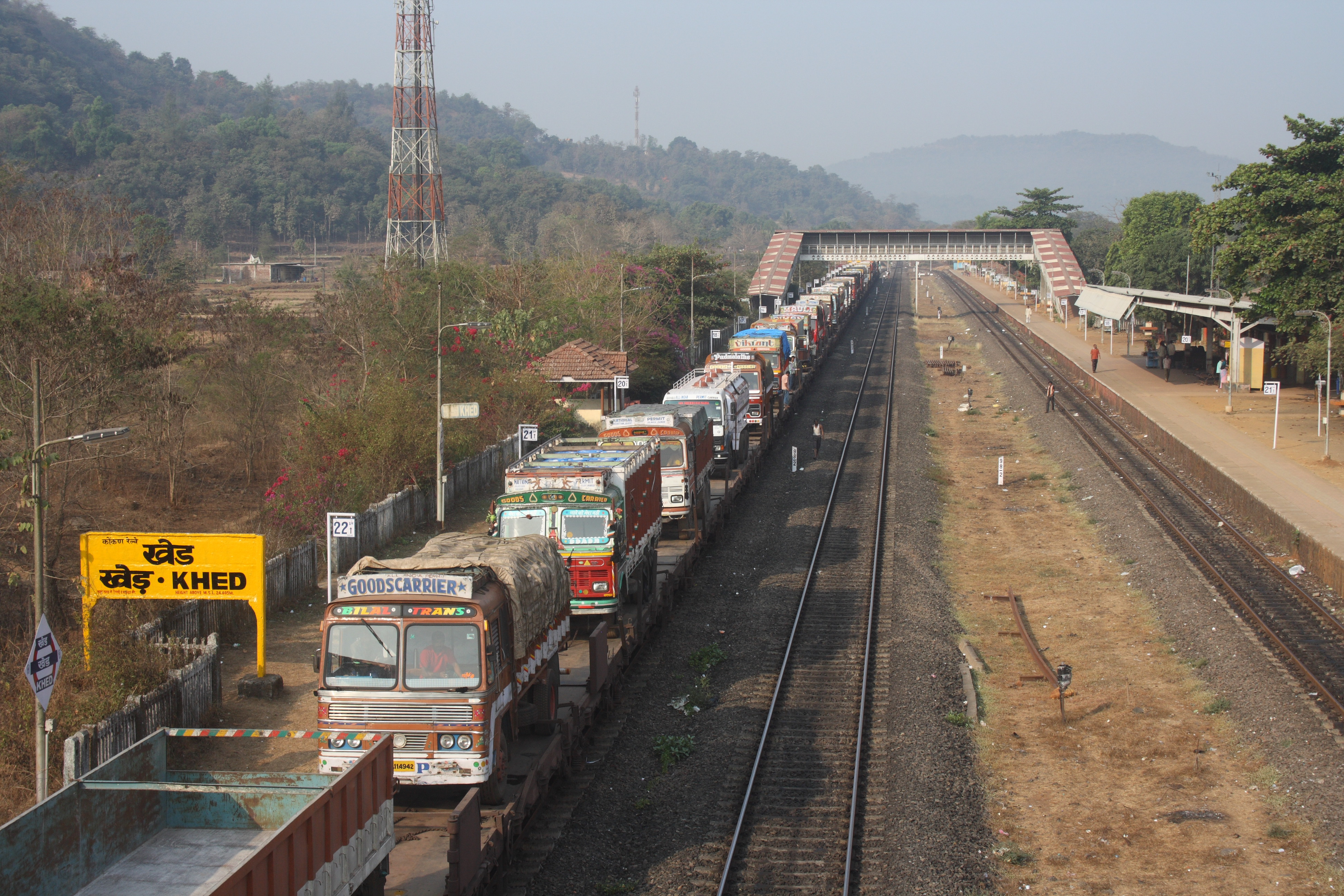
Lastbilar på Konkan järnvägen i Indien rullande motorväg.

Lastbilståg används bland annat för att avlasta vägpartier från lastbilstrafik, tågen används främst i Tyskland och Tjeckien och byggdes upp under den tid då gränskontroller skapade förseningar för lastbilstransporter.
År 1980 beställdes den första serietillverkade lastbilstågvagnen från Talbot i Aachen, dessa specialvagnar måste vara optimerade för att en 4 meter hög lastbil ska kunna transporteras.

## Bilder

StVO - Hänvisningsskylt 1010-14: Informationsskylt för lastbilståg.